# Джовани III Малатеста
Вижте пояснителната страница за други личности с името Джовани.
Джовани III Малатеста (на италиански: Giovanni III Malatesta, † 1375) е италиански кондотиер от династията Малатеста.

## Произход
Той е син на Малатестино I Малатеста († 1317), господар на Римини. Има един брат: 
- Ферантино Малатеста († 1353), господар на Римини (1326 – 1335).

## Биография
Джовани получава отличителните знаци на рицар през 1324 г. Тръгва срещу Урбино заедно с Ферантино Малатеста, за да накаже гибелините, които се опитват да превземат Пезаро, но армията на Римини е победена и Джовани е принуден да бяга.
През 1326 г. е заподозрян като съучастник на чичо си Рамберто II в опит да превземе Римини. Успява да се оневини, но предпочита да стои далеч от този град, докато Ферантино доминира там.
Той вярно подкрепя правата на Гонзага и на Джанчото срещу братовчедите си и техните привърженици и завладява Монтелеоне, Калбана и Калбанела. През 1363 г. е сключен мир и Джовани е освободен от отлъчването от Църквата, наложено му от кардинал Бертрандо дел Поджето. През 1344 г., връщайки се с Малатестино от Парма и Модена, е изненадан от Филипо Гонзага и въпреки упоритата съпротива е пленен.
През 1348 г. помага на господарите на Римини да подчинят Анконската марка. Същата година преминава в Кралство Неапол и се бие за кралица Джована I Анжуйска срещу Лайош I Велики, крал на Унгария. Под стените на Аверса е победен от баварците и е взет в плен.
По време на войната, която роднините му водят срещу кардинал Еджидио Алборноз, той е поставен в гвардията на Асколи, откъдето е изгонен с хората си от въстаналия народ.
След като се помирява с Църквата, през 1356 г. води дълга война за нея, като успява да върне за Църквата голяма част от държавата, която се е разбунтувала срещу нея.

## Брак и потомство
∞ за Виоланта Дела Фаджола, от която има десет сина:
- Филипо Малатеста († 1389)
- Галеото III Малатеста († 25 октомври 1423), кондотиер
- Карло III Малатеста († 1486), кондотиер, маркиз на Ронкофредо и Монтиано; ∞ за Чечилия, от която има един син и пет дъщери
- Малатеста Малатеста († сл. 1402)
- Карло Малатеста († 1434)
- Рамберто Малатеста († 1481), ∞ за Алда Гонзага 2. за Франческа Пеполи
- Тино Малатеста († 1402), ∞ за 1. Идана Малатеста 2. за Маргерита Малатеста
- Лудовико Малатеста
- Никола Малатеста
- Пандолфо Маалтеста